# Wolseley 10/40
La 10/40 è un'autovettura di classe media-inferiore prodotta dalla Wolseley dal 1936 al 1937.
Basata sulla Morris 10/4, aveva montato un motore in linea a quattro cilindri raffreddato ad acqua a valvole in testa, da 1.292 cm³ di cilindrata.
Erano offerti tre tipi di carrozzeria, berlina quattro porte, coupé due porte e cabriolet due porte.